# 石丸三七郎
石丸 三七郎（いしまる さんしちろう、嘉永3年（1850年） - 没年不明）は、幕末期の鴨方藩士、明治時代の陸軍省官吏。測量技師や写真電気銅版法の書物を著した。

## 生涯
岡山藩支藩の鴨方藩士・佐野貞蔵（知行100～140石、物頭格）の三男として岡山城下に生まれ、長じて石丸家（350石）の養子となり、11代目として家督相続。慶応3年12月（1868年1月）、藩主命により18歳で討幕派の拠点京都に派遣され、京都御所側の清和院御門を警固。藩の部隊内で出世し、歩兵教授兼歩士銃隊長試補となる。戊辰戦争終了と共に兵部省は三七郎と香河義郎に横浜語学所での仏学伝習を命じ、維新の功により三級上座（500石）となった。
明治3年（1870年）、フランス人教師シャルル・ビュランとともに大坂兵学寮へ移り、兵学修行のため、9名の寮友とともにフランスへ留学。11月27日にフランス船ヴォルガ号で横浜港を出航、翌年1月18日に第三共和政下のマルセイユに到着。岩倉使節団の山田顕義らと撮った写真が残っている（『小坂千尋小傳』）。その後、明治5年（1872年）秋頃にニースの政府学校で測量技術や築城学を学んだ。
帰国後は武官ではなく、陸軍省七等出仕として測量技術の道を歩む。『慶應義塾入社帳』に名前があることから、戊辰戦争前後か、帰国直後に慶應義塾に入ったものとみられる。明治9年（1876年）から明治19年（1886年）まで陸軍士官学校、陸軍大学校の教官を務め、明治18年（1885年）4月には製版法調査委員として写真電気銅版法を採用し、写景法（透視図法）書を出版。明治19年（1886年）に陸軍五等技師奏任官五等（高等官）、明治22年（1889年）より参謀本部陸地測量部の陸地測量師として明治28年（1895年）まで任に当たった。退官後の消息は不詳。

## 著作
- 『写景法解説泰西絵原第一冊』国立国会図書館近代デジタルライブラリー
- 『写景法解説泰西絵原第二冊』国立国会図書館近代デジタルライブラリー